# Mersey (Canada)
Il Mersey  è un fiume del Canada che scorre in Nuova Scozia. Ha le sorgenti nella contea di Annapolis e sfocia nell'Oceano Atlantico dopo 146 chilometri.